# BO Carinae

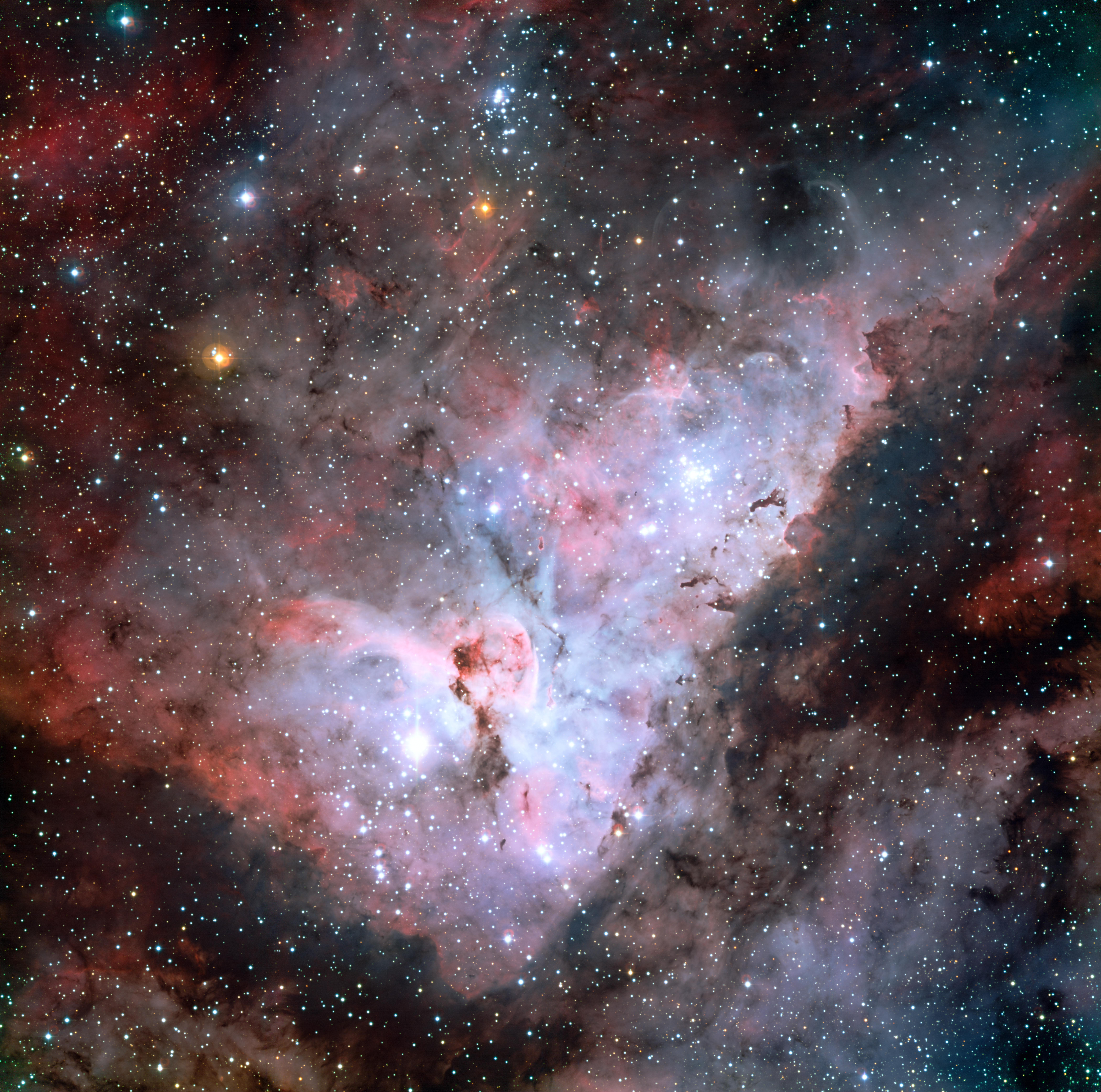
BO Carinae, la estrella roja más brillante de la Nebulosa Carina.

BO Carinae (BO Car / HD 93420 / SAO 238447) es una estrella variable en la constelación de Carina.
De magnitud aparente máxima +7,18, es una estrella lejana que se encuentra a una incierta distancia.
Su posible pertenencia al cúmulo estelar Trumpler 15 permite estimar que está a 2500 pársecs (8150 años luz) del sistema solar.
BO Carinae es una supergigante roja de tipo espectral M4I con una temperatura efectiva de 3525 K.
Tiene un radio 800 veces más grande que el del Sol, lo que equivale a 3,7 UA por lo que si estuviese en el centro del Sistema Solar, los cuatro planetas más cercanos al Sol —entre ellos la Tierra— estarían englobados en el interior de la estrella.
Su luminosidad bolométrica —considerando todas las longitudes de onda— alcanza las cifra de 78.000 veces la luminosidad solar.
Pierde masa en forma de polvo a razón de 0,3 x 10-9 masas solares por año.
Catalogada como una variable irregular LC —al igual que TZ Cassiopeiae o V528 Carinae—, el brillo de BO Carinae fluctúa entre magnitud +7,18 y +8,15, sin que se conozca periodicidad alguna.